# Марія Мекленбург-Шверінська (1854–1920)
Марія Мекленбург-Шверінська (нім. Marie zu Mecklenburg [-Schwerin]), повне ім'я Марія Александріна Єлизавета Елеонора (нім. Marie Alexandrine Elisabeth Eleonore), відома в Росії як Марія Павлівна, з часом — як Марія Павлівна-старша (рос. Мария Павловна-старшая, 14 травня 1854 — 6 вересня 1920) — велика княгиня Російської імперії, уроджена герцогиня Мекленбург-Шверінська, єдина донька великого герцога Мекленбург-Шверінського Фрідріха Франца II та принцеси Августи Ройсс-Кестріцької, дружина великого князя Російської імперії Володимира Олександровича Романова. Її називали найвеличнішою з великих княгинь. Жоден з членів її родини не загинув в ході Громадянської війни 1917—1921 років. Залишила Росію у березні 1920 року, відпливши з Новоросійська на італійському пароплаві «Семіраміда» до Венеції. Останні півроку життя провела в еміграції. Померла та похована у Контрексевілі.
Президент Академії витончених мистецтв у 1909—1917 роках. Була відома своєю колекцією коштовностей.

## Біографія

### Ранні роки
Марія народилась 14 травня 1854 року у палаці Людвігслюст, літній резиденції герцогів Мекленбург-Шверіна. Була третьою дитиною та єдиною донькою в родині правлячого великого герцога Фрідріха Франца II та його першої дружини Августи Ройсс цу Кестриць. Мала старших братів Фрідріх Франца та Пауля Фрідріха. Згодом у неї з'явилося троє молодших братів, з яких дорослого віку досяг лише Йоганн Альбрехт.

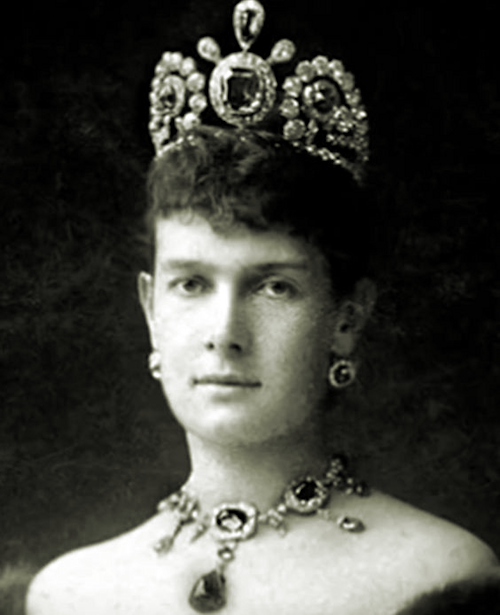
Марія у 1870-ті роки

У 1857 році сімейство в'їхало до нової резиденції у Шверіні, побудова якої тривала більше десяти років. Літо проводили у Людвігслюсті.
З дитинства Марія вирізнялася допитливістю, отримала прекрасне виховання.
Матір померла, коли їй було 7 років. Дівчинка важко переживала втрату. Батько за два роки узяв шлюб із принцесою Анною Гессен-Дармштадтською, вдвічі молодшою від нього. За кілька місяців Анна раптово померла від пологової гарячки, народивши доньку Анну Матильду. У 1868 році наступною мачухою 14-річної Марії стала Марія Шварцбург-Рудольштадт, не набагато старша від неї. Від цього союзу у принцеси з'явилась єдинокровна сестра Єлизавета та троє братів. Молодший народився вже після її від'їзду до Росії.
Була нетривалий час заручена з родичем нової мачухи, правлячим князем Шварцбург-Рудольштадта Георгом Альбертом. Розірвала заручини після зустрічі у червні 1871 року з великим князем Володимиром Олександровичем з дому Романових. Молоді люди справили одне на одного незабутнє враження. Однак пара три роки не могла отримати дозвіл на шлюб, оскільки Марія не бажала змінювати віросповідання. Зрештою, імператор Олександр II дозволив цей союз, не наполягаючи на переході дівчини у православ'я. Про заручини було оголошено у квітні 1874 року.

### Життя в Росії

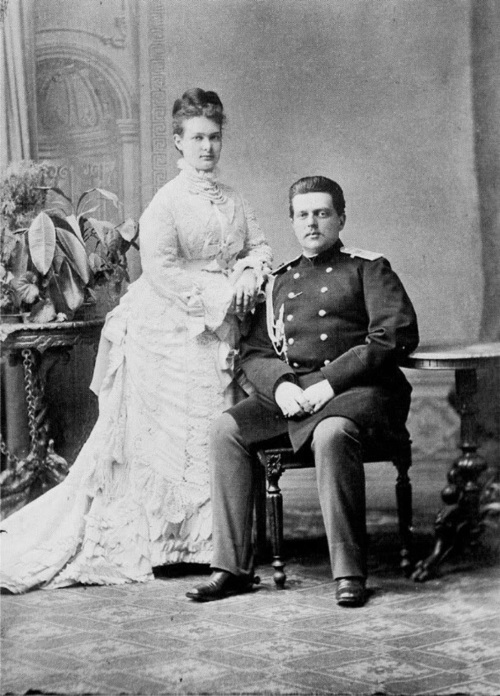
Із нареченим, 1874

У 20 років Марія взяла шлюб із 27-річним великим князем Володимиром Олександровичем, третім сином правлячого імператора Росії Олександра II. Вінчання відбулося 28 серпня 1874 року у Санкт-Петербурзі. Наречена була у білій сріблястій сукні, вишитій квітами. Як весільний подарунок Романов презентував дружині діамантову тіару з перлами роботи ювелірного дому Болін, яка коштувала йому 48 200 рублів. Олександр II подарував невістці смарагдову парюру. Оселилися молодята на Палацовій набережній у Володимирському палаці, який був освячений перед їхнім весіллям. Літо проводили у Царському Селі. В Росії принцеса почала зватися Марія Павлівна.
Шлюб виявився щасливим. У подружжя народилося п'ятеро дітей. Князь Гавриїл Романов з подивом зауважував, що велика княгиня сама годує немовлят. Родина часто подорожувала Європою. Раз на два-три роки відвідували Мекленбург-Шверін. У 1879 році старший брат Марії одружився з княжною Анастасією Романовою. У 1883 році вони стали правлячою парою великого герцогства.
Володимирський палац з часом став одним зі світських центрів столиці. Там велика княгиня була повною господинею та трималася відповідно до свого високого статусу. Іноземні дипломати змальовували її як розумну, добре освічену, артистичну жінку, яка не проти пококетувати та любить наказувати. Її прийоми та бали славилися продуманістю та пишністю, до столу запрошувалось до 1000 осіб. У 1883 році вона влаштувала перший «руський» бал, де присутні були вдягнені у традиційні руські костюми допетрівського часу. В суспільному житті різдвяні базари під її патронажем у залах Дворянського зібрання затьмарювали всі інші благодійні заходи Петербургу. Їй вдавалося збирати значні суми, залучаючи на свої прийоми осіб неаристократичних, але багатих, які за своїм походженням не мали доступу до найвищих верств світського суспільства, але охоче відкривали гаманці для благодійності, аби віддячити великій княгині за гостинність.
Користуючись тим, що з 1904 року сім'я царя постійно жила в Олександрівському палаці у Царському Селі, Марія Павлівна зробила все, щоб її «малий двір» замінив собою імператорський. Придворний чиновник генерал А. А. Мосолов писав у своїх емігрантських мемуарах: «Не існувало в Петербурзі двору популярнішого та впливовішого за двір великої княгині Марії Павлівни, дружини Володимира Олександровича». Князь Фелікс Юсупов згадував: «Велика княгиня точно зійшла з картини ренесансного майстра. Вона була уродженої герцогинею Мекленбург-Шверинською та за рангом йшла відразу за імператрицями. Спритна та розумна, вона чудово відповідала своєму становищу».
Відома своєю пристрастю до коштовностей, Марія Павлівна у 1890 році замовила придворним ювелірам тіару, яка згодом стала відомою як Володимирська. У 1900 році в Парижі велика княгиня вперше відвідала бутик Cartier та скупила більшу частину прикрас з вітрини. Через сім років вона допомогла організувати відкриття першої в Росії виставки цієї ювелірної марки. У Петербурзі в «Гранд Готелі Європа» були виставлені на продаж прикраси та ювелірні годинники Cartier. Більшість з експонованих коштовностей були виготовлені за індивідуальним замовленням Марії Павлівни.
Загалом велика княгиня періодично проводила у Парижі по кілька місяців, починаючи з листопада, там з нею прагла зустрітися вся французька аристократія. Зазвичай Марія Павлівна бувала у будинку графині Єлизавети де Греффюль, також товаришувала з графинею Лорою де Шевіньє. Від 1902 року регулярно відвідувала також бальнеологічний курорт Контрексевіль для лікування, зупиняючись у готелях «La Souveraine» та «Cosmopolitain». У 1905 році була присутньою на весіллі своєї небоги Цецилії з кронпринцом Німецької імперії Вільгельмом.
З імператрицею Олександрою Федорівною відносини мала не надто добрі. По прибуттю тієї у 1894 році до двору, Марія Павлівна воліла стати її повірницею та наставницею, однак відразу отримала холодну та рішучу відмову, завдяки чому стала неприязно ставитися до імператриці. До того ж була досить амбітною, цікавилася політикою більше за свого чоловіка, і подейкували, що Олександра Федорівна побоюється її інтриг. До відкритої конфронтації призвело бажання сина великої княгині взяти шлюб зі своєю розлученою кузиною Вікторією. Олександра Федорівна була проти та чинила всілякі перепони. По поверненні Кирила Володимировича у 1905 році з-за кордону, де він уклав цей союз без дозволу імператора, його позбавили усіх чинів та титулів та вислали з Росії. У 1908 році його опала припинилася, оскільки він став третім у черзі на російський престол. Прагнучи підвищити його шанси на успадкування трону, Марія Павлівна 10 квітня перейшла у православ'я.
У лютому 1909 року її чоловік помер. Велика княгиня замінила його на посту президента Академії витончених мистецтв у Петербурзі та стала замість нього патроном православного Свято-Князь-Володимирського братства у Німеччині. Протегувала Спілці архітекторів-художників, патронувала виставку «Ломоносов і Єлизаветінський час», яка відбулася в Академії у 1911 році. Головувала на з'їзді зодчих у 1910—1911 роках і на I Всеросійському з'їзді художників 1911—1912 років. Під час її президентства розроблявся план створення на першому поверсі головної будівлі невеликого самостійного музею «старої Академії мистецтв». На її кошти на території музею поруч з Кушелевського галереєю був влаштований зал пам'яті великого князя Володимира Олександровича, виконаний за проектом архітектора В. А. Щуко.
Велика княгиня була активним прихильником будівництва спеціального виставкового приміщення — «Палацу мистецтв» — і з цією метою домоглася у 1912 році передачі Академії будівлі колишньої Державної друкарні. У Контрексвілі у 1909 році на її замовлення в місцевому парку була збудована тимчасова православна церква, а наступного року — зведений невеликий храм.
Під час Першої світової війни через своїх родичів у Німеччині вона вела переговори щодо поліпшення умов утримання військовополонених, організувала кілька лазаретів в Петербурзі, відправила на фронт два санітарних поїзди й автомобільний летючий загін, який повинен був надавати пораненим першу медичну допомогу та доставляти їх до військово-санітарних поїздів.
В той же час салон Марії Павлівни, третьої дами в державі після дружини та матері імператора, згрупував коло себе вищий світ столиці та більшість членів сім'ї Романових у великокняжу опозицію, об'єднану ненавистю до Распутіна. Майже всі були обурені поведінкою імператриці Олександри Федорівни, яка нібито претендувала на владу. У січні 1916 року Марія Павлівна запропонувала імператорській родині кандидатуру свого сина Бориса як нареченого для великої княжни Ольги. Пропозиція була відкинута імператрицею. З імператором у Марії Павлівни зовнішні стосунки залишались ввічливими, той шанобливо навідував її під час приїздів до Петербургу. Втім, взимку 1916—1917 років велика княгиня навіть планувала державний переворот з метою посадити на престол одного зі своїх синів. Однак далі розмов справа не зайшла.

### Еміграція

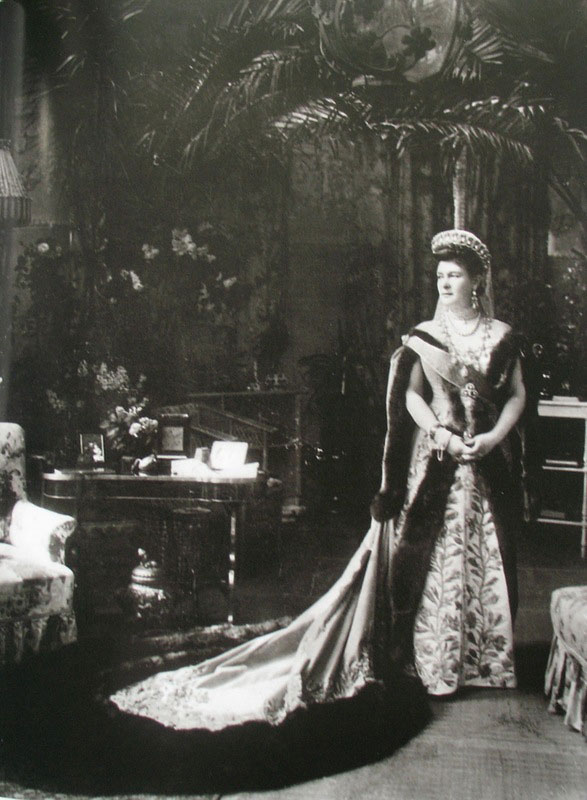
Світлина Марії Павлівни

У буремному лютому 1917 року, перед Лютневою революцією, Марія Павлівна виїхала на Кавказ, де оселилася у Кисловодську. У березні 1917 року була під короткостроковим домашнім арештом. Колекція її ювелірних виробів залишилась захованою у сейфі Володимирського палацу в Санкт-Петербурзі. У липні 1917 року британський дипломатичний кур'єр Альберт Стопфорд, бажаючи допомогти великій княгині, виніс з нього вночі два саквояжі грошей та коштовностей. Гроші він доправив до Кисловодську. Коштовності у декілька прийомів переправив до Лондону. У листопаді 1918 року довірена особа великої княгині, професор Річард Берґольц, виніс ще одну частину колекції у двох наволочках до шведської місії, звідки її вивезли до Європи.
Сподіваючись, що її старший син стане імператором, Марія Павлівна продовжувала залишатись у Росії. У 1918 році, за рекомендацією генерала Покровського, виїхала до Анапи, оскільки це було портове місто. Разом з іншими членами родини вона потрапила туди на катері «Тайфун» з Туапсе у жовтні. Загалом провела там сім місяців та мала зустріч з британським генералом Фредеріком Пулем, на якій відкинула пропозицію британського уряду виїхати за кордон, вважаючи, що знаходиться у повній безпеці та висловлюючи рішення покинути Росію лише у випадку крайньої необхідності. У 1919 році британці прислали за великою княгинею корабель, адмірал Сеймур пропонував вивезти її до Константинополя, однак вона знову відмовилася. У травні повернулася до Кисловодська, де перебувала до грудня місяця. Наприкінці року, дізнавшись про скрутне становище Добровольчої армії, виїхала потягом, який виділила воєнна влада Кисловодську для їхнього переїзду, через Мінеральні Води до Новоросійська. Прибувши на місце призначення у січні, разом з близькими жила безпосередньо у вагоні поїзду. У Новоросійську в той час була епідемія висипного тифу, існував ризик заразитися.
Наприкінці лютого до Новоросійську прибув італійський пароплав «Семіраміда», який, як того і бажала велика княгиня, мав маршрут безпосередньо до Італії. Після шести днів вже на його борту, вечором 3 березня 1920 року, Марія Павлівна разом с сином Андрієм залишили Росію. Подорож була небезпечною: була можливість стикнутися з плавучою міною. Корабель робив зупинки в Поті, Батумі, Трапезунді, Керасуні, Орду, Самсуні, Інеболу, після чого чотири дні стояв у Константинополі, де можна було зійти на берег. 18 березня «Семіраміда» залишила Константинопіль та пройшла поблизу Галліполі́йського півострову, а за два дні прибула до Пірею, де також можна було сходити на берег. Далі через Коринфський канал припливли у Патри, і 23 березня дісталися Венеції, де Марія Павлівна отримала листа від Стопфорда, який повідомляв її про місцезнаходження коштовностей.

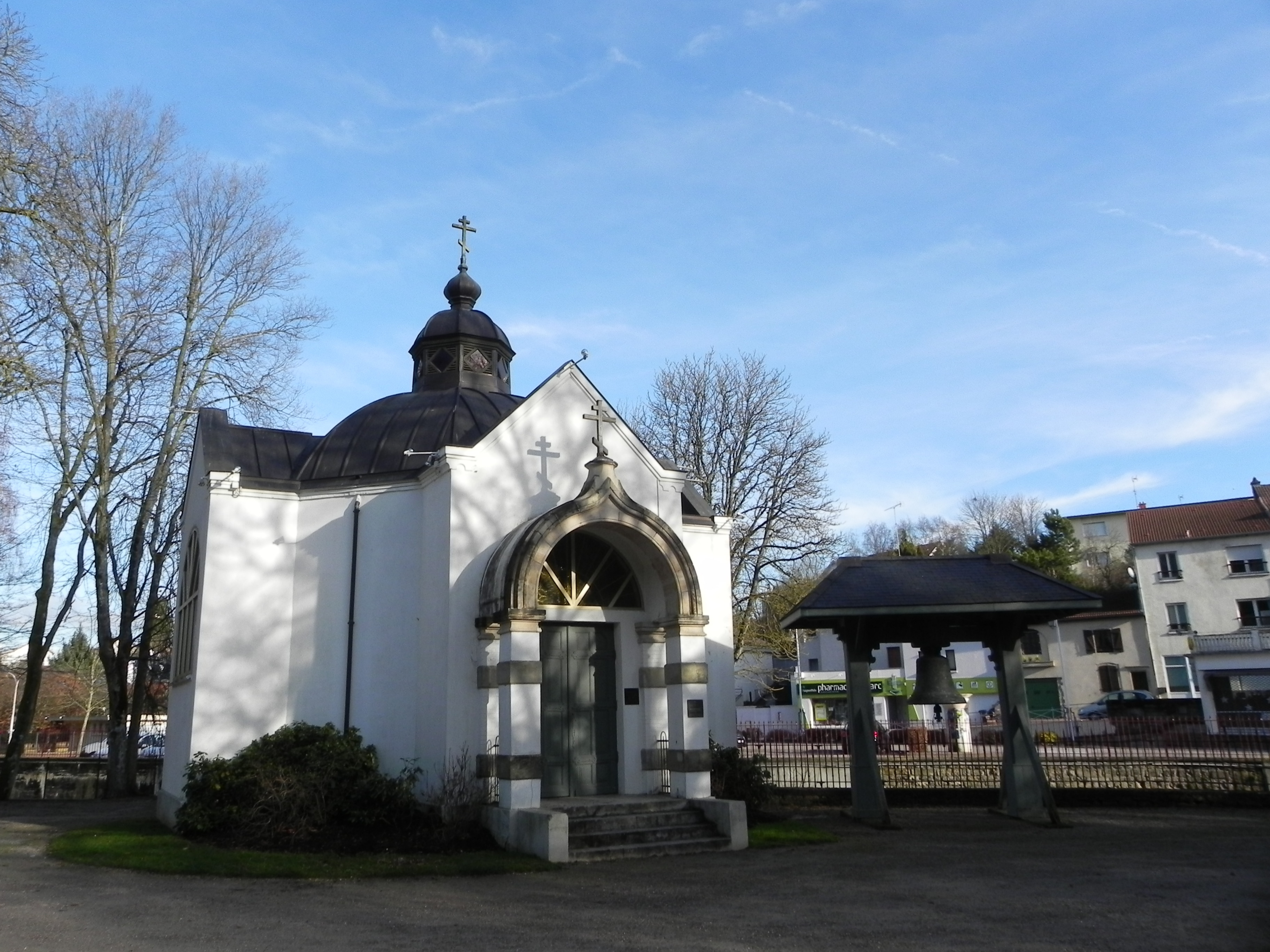
Храм у Контрексвілі, де похована Марія Павлівна

25 березня Марія Павлівна перетнула французький кордон і у супроводі сина дісталась Канн, де оселилася в готелі «Grand hotel». Після нетривалого перебування на Лазурному березі виїхала до Швейцарії, втім, швидко повернулася назад до Франції. Надалі мешкала в Контрексевілі в готелі «La Souveraine».
В кінці липня 1920 року захворіла та викликала молодшого сина телеграмою. Після тимчасового покращення її здоров'я він повернувся до Кап-д'Аю, де мешкав разом із Кшесінською, однак за кілька днів був знову викликаний до матері, разом з братами та сестрою. Становище великої княгині було важким, однак вона практично весь час залишалася у свідомості. Померла в оточенні родини в готелі «La Souveraine». Була похована у присутності родичів, у тому числі, брата Генріха, принца-консорта Нідерландів, та великої кількості народу у православному храмі Контрексвілю, де спочиває і досі.
Коштовності заповідала дітям за родом каменів. Кирило отримав перловий комплект, Олена — діамантовий, Борис — смарагдовий, Андрій — рубіновий.
Андрій за чотири місяці одружився з Матильдою Кшесінською, дозволу на шлюб з якою Марія Павлівна за життя не давала.
У вересні 2011 року у Контрексвілі була відслужена панихида за Марією Павлівною та відкрита виставка «Романови та Контрексевіль: час великої княгині Марії Павлівни», на якій були представлені фотознімки та предмети побуту, що належали великій княгині.

## Родина

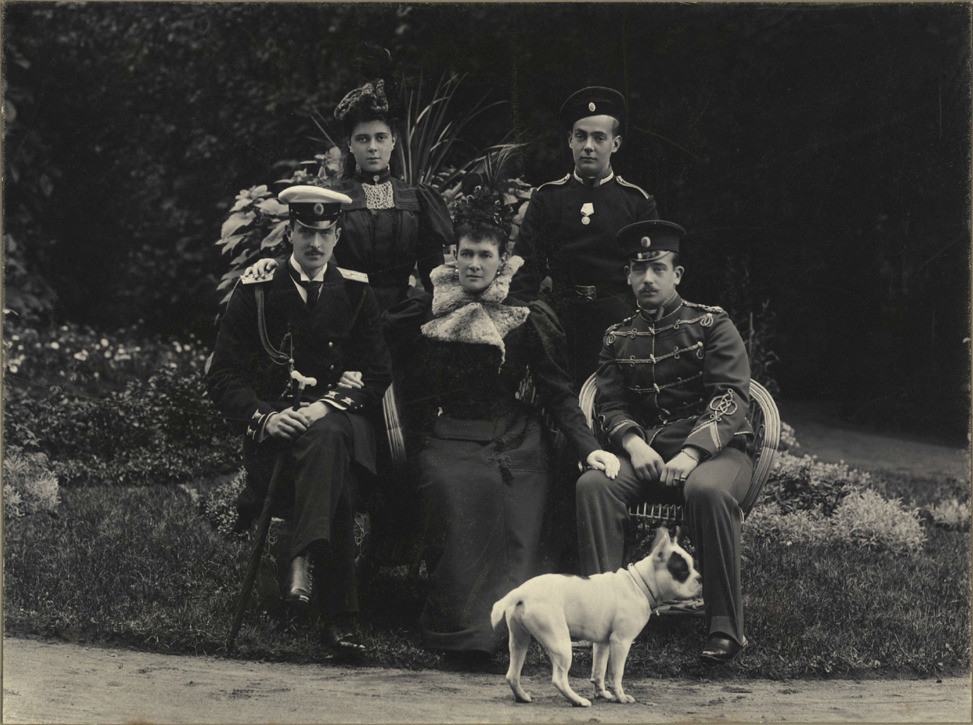
Марія з дорослими дітьми

Чоловік — Володимир Олександрович
Діти:
- Олександр (1875—1877) — прожив півтора року;
- Кирило (1876—1938) — був одружений з Вікторією Саксен-Кобург-Готською, мав сина та двох доньок;
- Борис (1877—1943) — генерал-майор, був одружений із Зінаїдою Рашевською, мав від неї дошлюбну доньку, що померла немовлям;
- Андрій (1879—1956) — генерал-майор почту імператора, був одружений із балериною Матильдою Кшесінською, мав сина;
- Олена (1882—1957) — дружина принца Греції та Данії Миколая, мала трьох доньок.

## Нагороди
- Великий хрест ордену Святої Катерини (21 квітня 1874) (Російська імперія);
- Орден Королеви Марії Терезії № 902 (Іспанія).

## Вшанування пам'яті
- На честь Марії Павлівни названо вулицю Rue Grande Duchesse Vladimir у Контрексвілі[22].

## Титули
- 14 травня 1854—28 серпня 1874 — Її Високість Герцогиня Марія Мекленбург-Шверінська;
- 28 серпня 1874—6 вересня 1920 — Її Імператорська Високість Велика Княгиня Марія Павлівна Російська.